# Trần Trọng Tân
Trần Trọng Tân (1926 – 2014), tên thật là Trần Trọng Hoãn, nguyên là Trưởng ban Tư tưởng – Văn hóa Trung ương, Bí thư Tỉnh ủy Quảng Trị, Phó bí thư Thành ủy Thành phố Hồ Chí Minh.

## Tiểu sử
Trần Trọng Tân sinh năm 1926 tại thôn Tân Mỹ, xã Cam Thành, huyện Cam Lộ, tỉnh Quảng Trị.
Ông tham gia cách mạng từ lúc còn là học sinh. Vào Đảng Cộng sản Việt Nam, ông từng là Bí thư tỉnh ủy Quảng Trị (1950), Ủy viên Ban Tuyên huấn Trung ương Cục Miền Nam (1961 – 1967), Ủy viên Ban lãnh đạo đoàn chuyên gia Việt Nam ở Campuchia (1980 – 1986).
Trong kháng chiến chống Mỹ, có thời kỳ Trần Trọng Tân hoạt động bí mật tại nội thành Sài Gòn, bị địch bắt đày ra Côn Đảo giam nhiều năm cho đến 1975.
Đại hội đại biểu toàn quốc lần thứ VI và VII đã bầu ông vào Ban Chấp hành Trung ương Đảng, phân công làm trưởng Ban Tư tưởng – Văn hóa Trung ương.
Từ năm 1991 đến 1996, ông là Phó Bí thư Thành ủy Thành phố Hồ Chí Minh, Phó Chủ tịch Ủy ban Mặt trận Tổ quốc Việt Nam thành phố Hồ Chí Minh.
Trần Trọng Tân mất ngày 4 tháng 8 năm 2014.

## Vinh danh
Ông Trần Trọng Tân được Đảng Cộng sản Việt Nam và Nhà nước Cộng hòa xã hội chủ nghĩa Việt Nam trao tặng Huân chương Độc lập hạng Nhất, cùng nhiều huân chương và tặng thưởng khác.